# Ilarionove
Ilarionove (în ucraineană Іларіонове) este o așezare de tip urban din raionul Sînelnîkove, regiunea Dnipropetrovsk, Ucraina. În afara localității principale, mai cuprinde și așezarea de tip urban Sad și satele Ivanivka, Lozuvatka, Starolozuvatka și Znamenivske.

## Demografie
Componența lingvistică a așezării de tip urban Ilarionove
     Ucraineană (87,71%)
     Rusă (11,07%)
     Alte limbi (0,84%)
Conform recensământului din 2001, majoritatea populației așezării de tip urban Ilarionove era vorbitoare de ucraineană (87,71%), existând în minoritate și vorbitori de rusă (11,07%).